# イズミ車体製作所
株式会社イズミ車体製作所（イズミしゃたいせいさくしょ、Izumi Motor Car Co., Ltd. ）は、熊本県菊池郡大津町大字岩坂3258-4に本拠を置く、バスや特殊車両の車体を製造するメーカー（コーチビルダー）。通称「イズミ車体」。

## 概要
1951年創業。バス車体の更新や改造、各種福祉車両・検診車両等の特殊車両の設計・製造を執り行っている。
一時期、九州産業交通（現：九州産交バス）の車体修理や改造などが業務のほとんどを占めていたが、1970年代以降は九州全域のバス事業者の車両についても手がけるようになった。
観光バス仕様から路線バス仕様への改造は単に中扉を増設するのみならず、フロントグリル回りまで全面改造されるなど同じ車両とは思えないようほど大改造される例も多かった。また九州産業交通のバスに多く見られた改造例として、前照灯の2灯化（通常は4灯）等が挙げられ、これは通常の路線バス車両の更新時にも施行された車両が存在する。

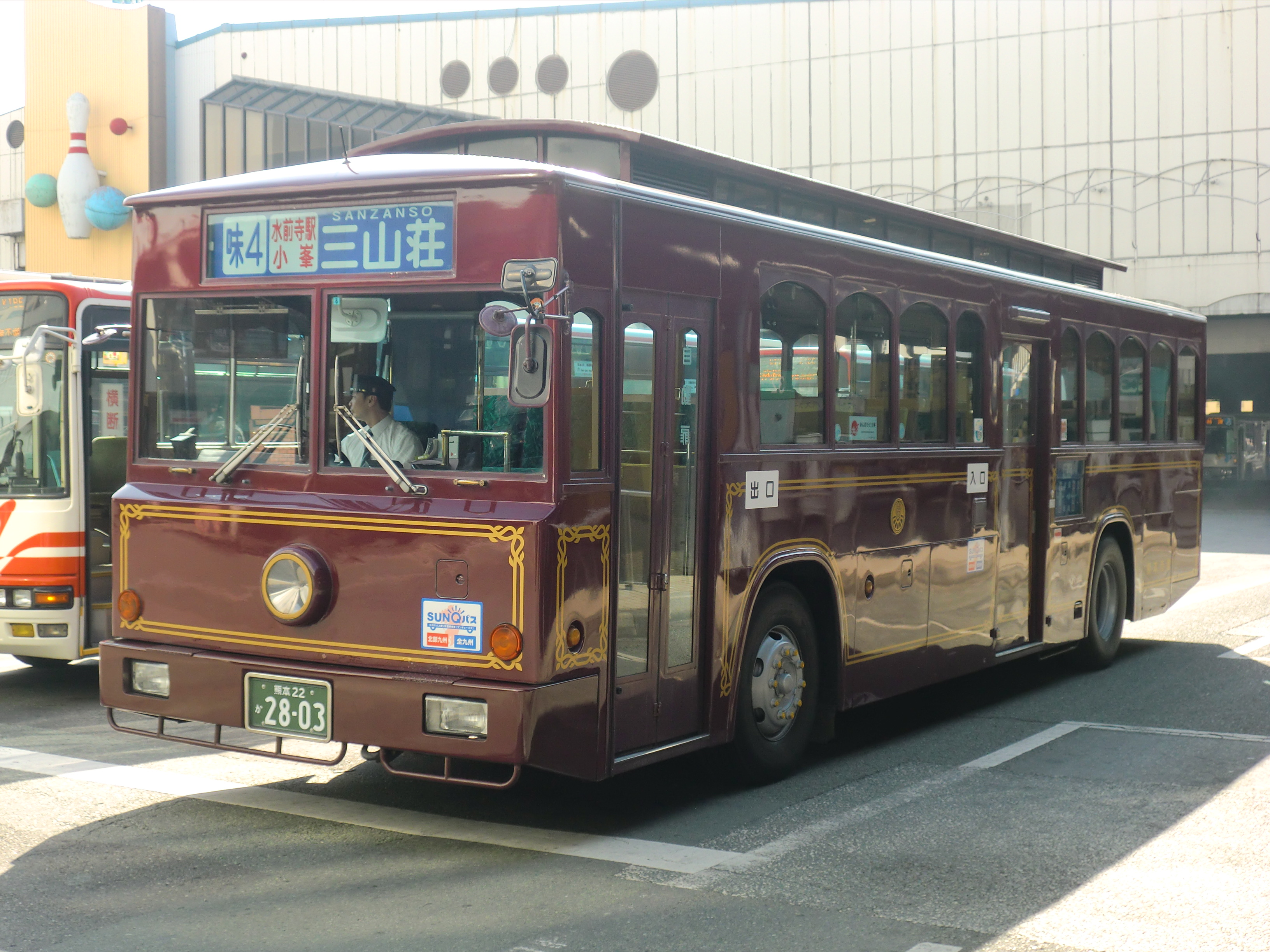
オリジナル車体の熊本市営バスのレトロバス（既廃車）

1993年には、熊本市営バス向けにレトロ調車体を架装したバスを製造した。いわゆる「レトロ調バス」に代表されるファンタスティックバスの製造においては、地域車体メーカーがこの種のバスを製造した例は少なく、同社の技術力を示すものとして特筆される。1999年には、日田市コミュニティバス「ひためぐり号」専用車として、日田バスにも同社製の車体を架装したレトロ調バスが納入されている。
また、かつての九州産交の空港専用サロンバス、空港専用リムジンバスの「スケルトン車体」に全国に例がない中扉増設を施し、一般路線車へ転用改造工事を施している。(車種は全て日野・ブルーリボンで日野車体製。)
2018年には環境省の委託プロジェクト「EVバス、トラックの普及拡大を可能とする大型車用EVシステム技術開発」に協力して、熊本大学と共同で産交バスの路線バス一台を電気バスに改造している。
この他にも、富士急静岡バス向けに納入されたヒュンダイ・ユニバースのLED行先表示機・車内トイレ設置改造も行っている。
2016年2月熊本県よりブライト企業として認定される。

### 改造されたバス車両の例

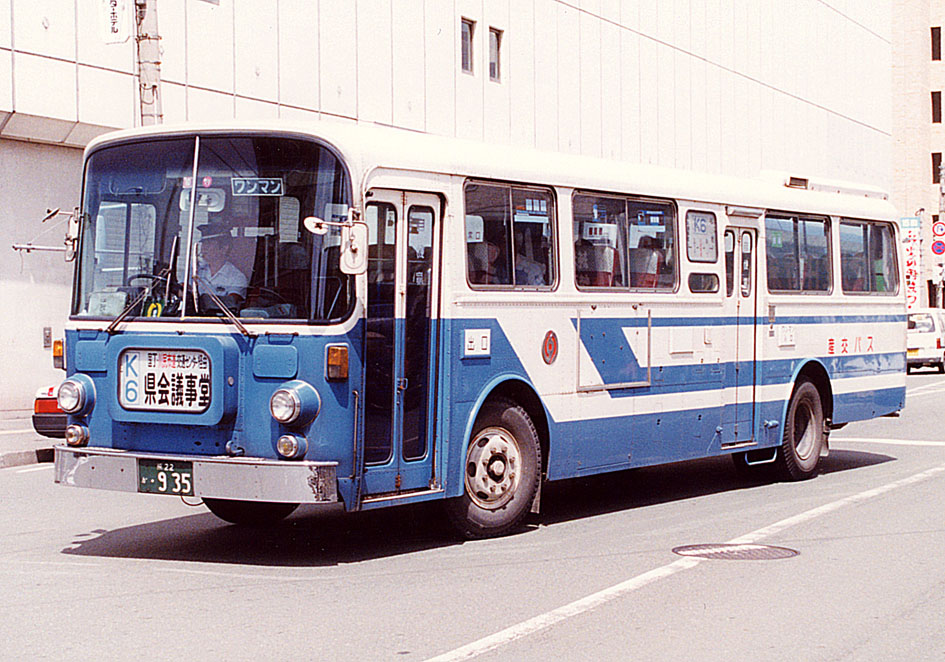
前照灯2灯化、大型方向幕、中扉設置（九州産業交通）旧空港専用サロンバス
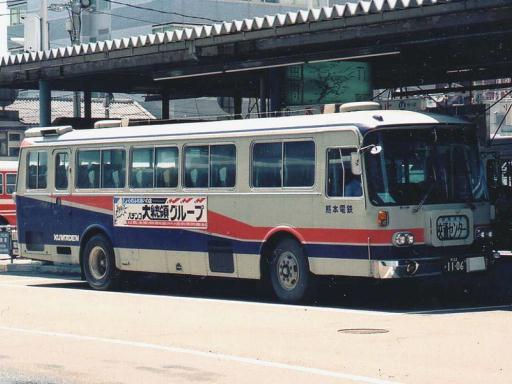
大型方向幕、中扉設置（熊本電鉄）旧貸切車両
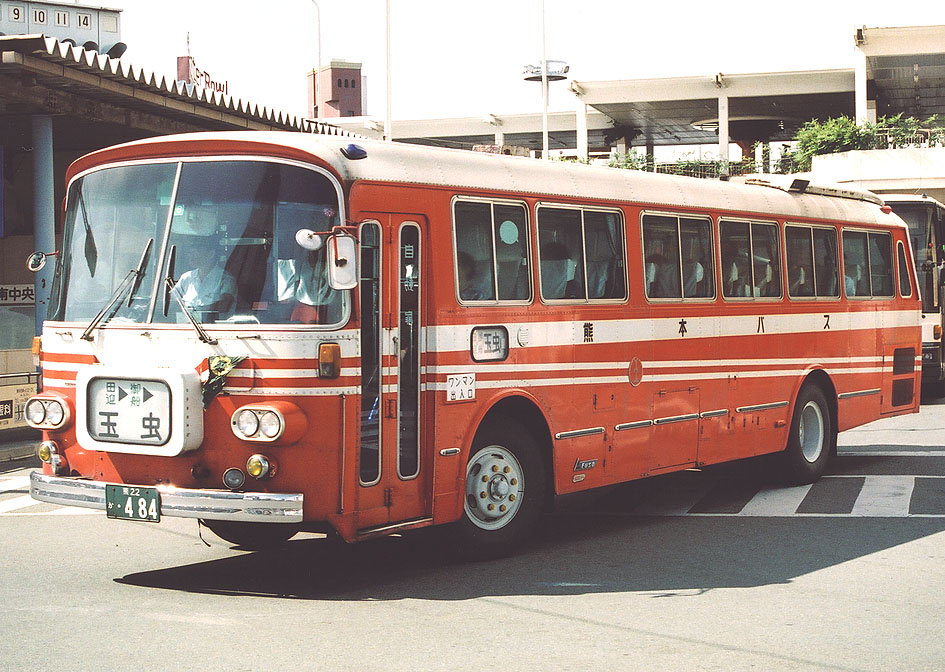
大型方向幕（熊本バス）旧貸切車両
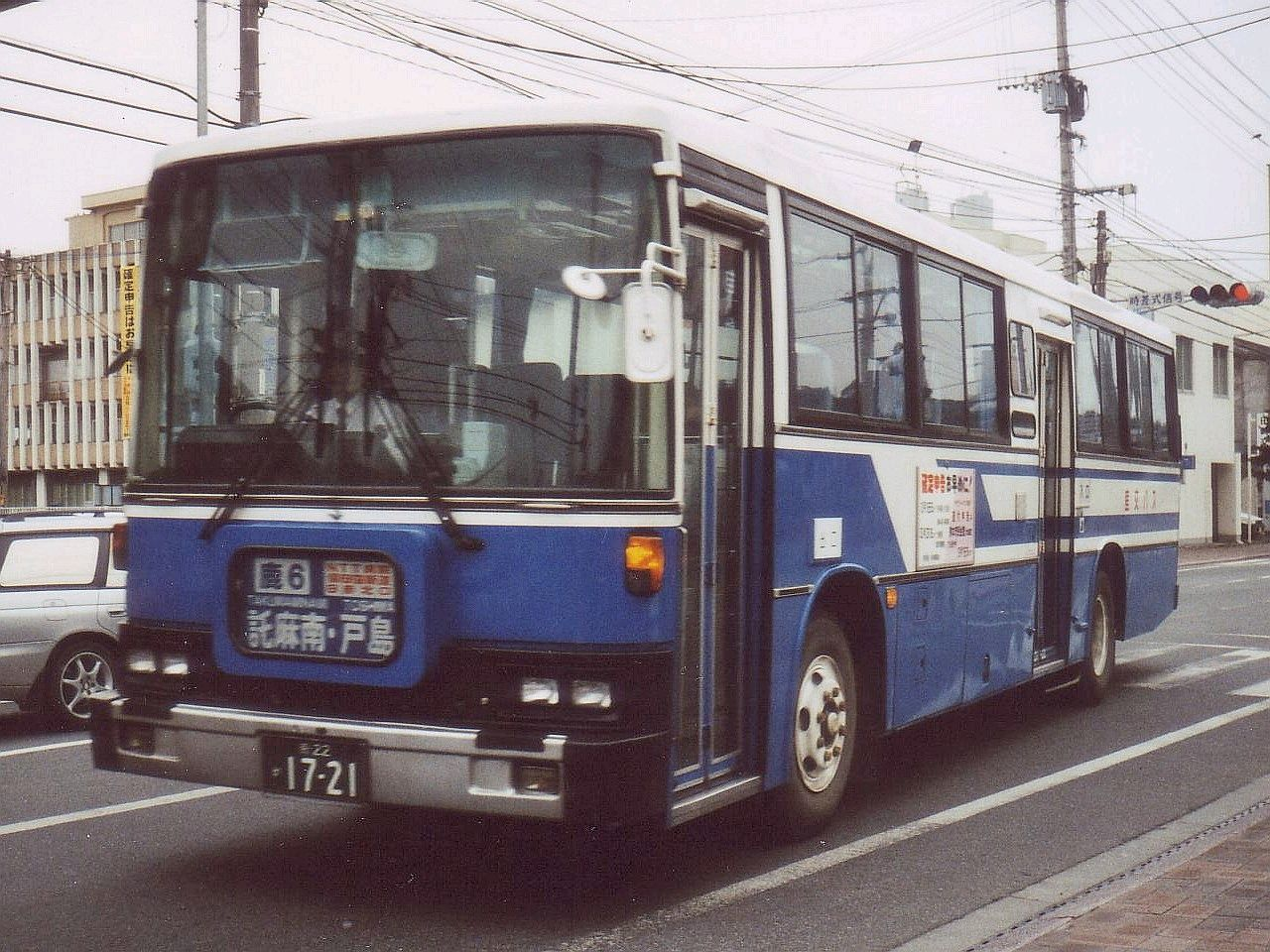
スケルトン車体に大型方向幕、中扉設置（九州産業交通）旧空港専用サロンバスで上記に記載している全国初の改造例。車種は日野ブルーリボンHU(日野車体ベース)。
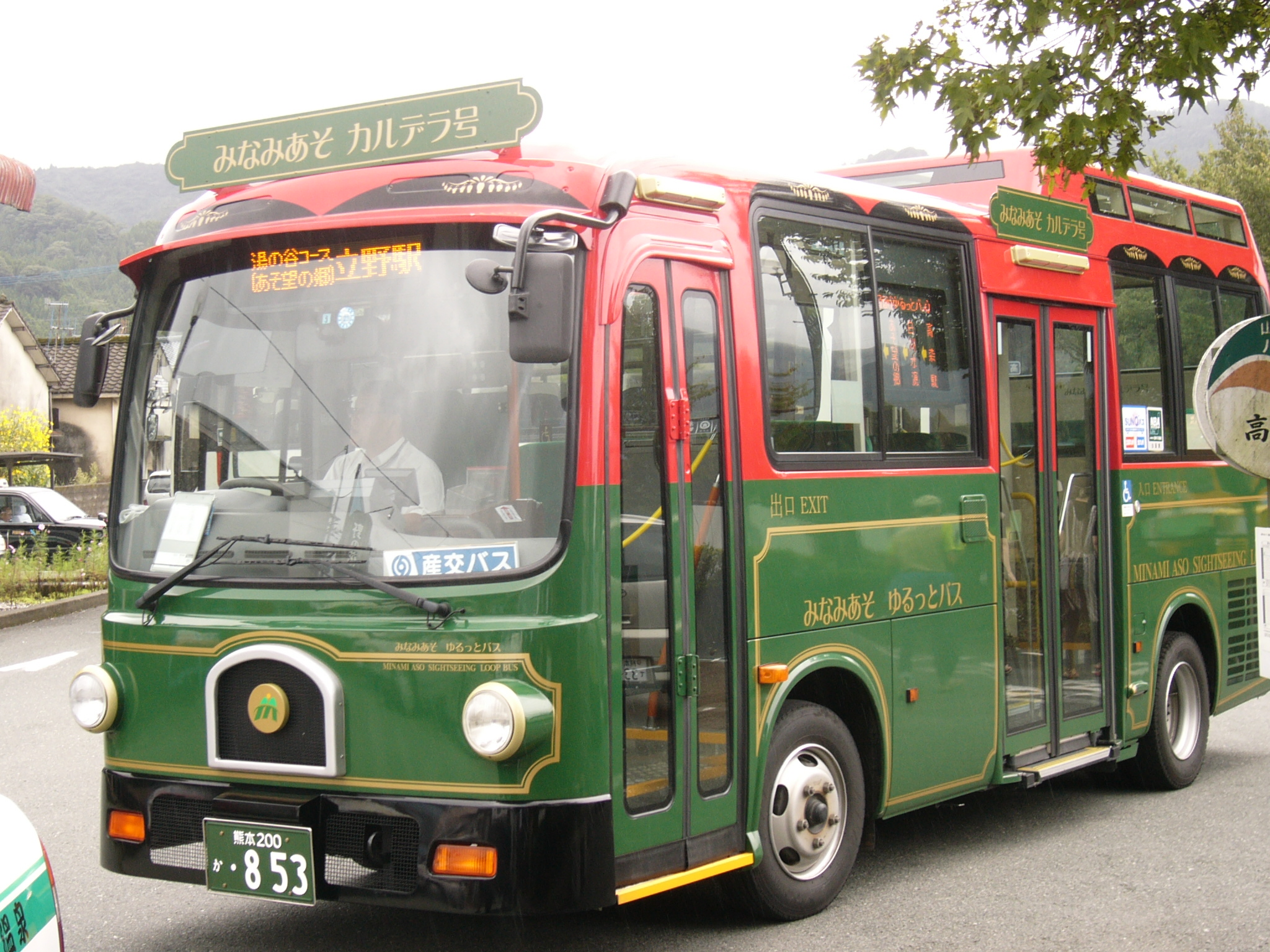
特注仕様の小型路線車　日野・リエッセ（産交バス）
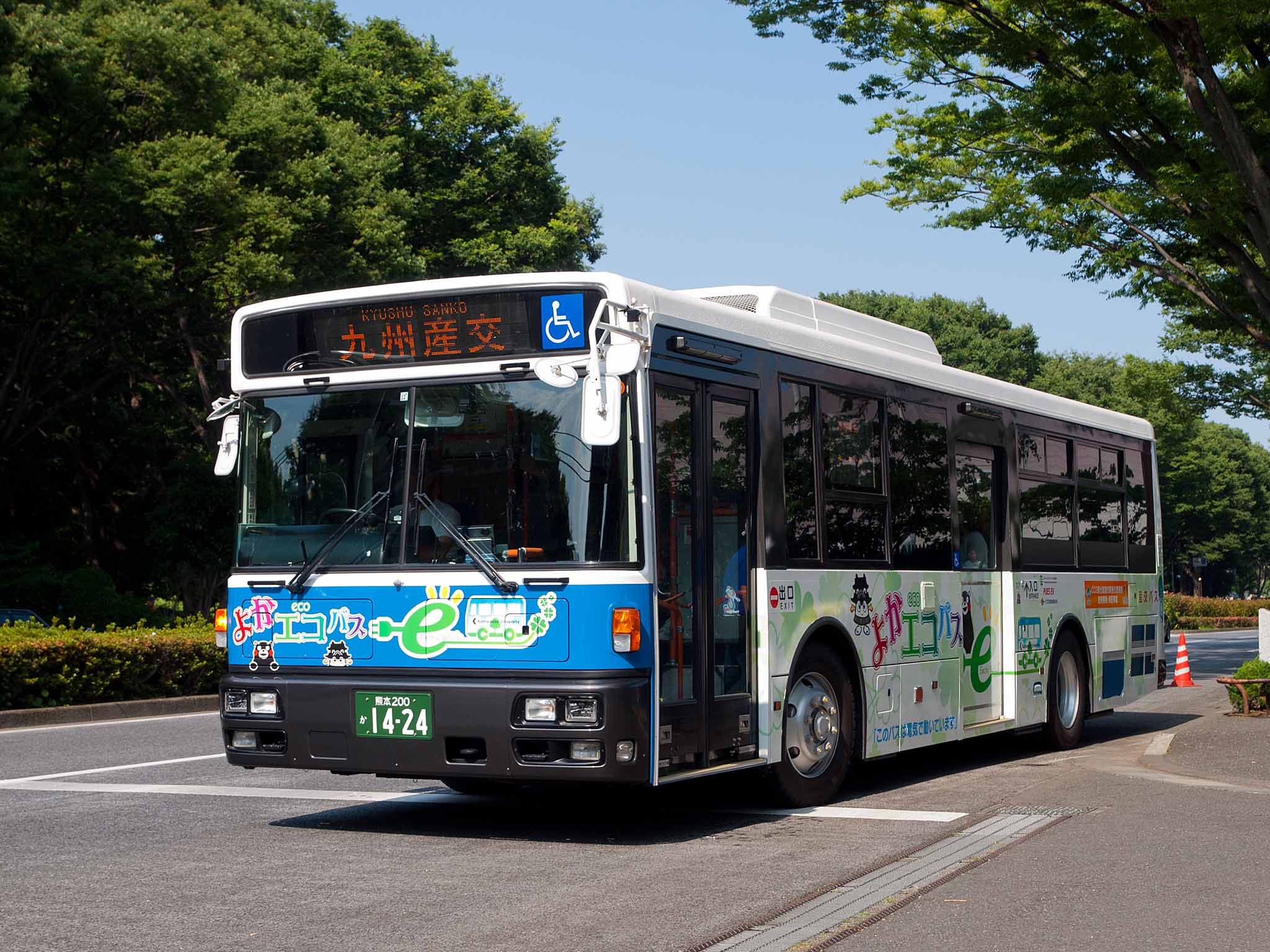
産学共同の研究開発で改造された電気バス「よかエコバス」 日産ディーゼル・スペースランナーRA（産交バス）

## 主な納品先
- 九州産交バス
- 熊本市交通局

## 関連会社
- イズミ車体株式会社（イズミ車体製作所の小型部門が1999年に分離・独立した会社）2010年7月イズミ車体製作所に統合